# Разорението на тракийските българи през 1913 година
„Разорението на тракийските българи през 1913 г.“ е книга, издадена от Любомир Милетич през 1918 г., която описва масовото изтребление и прогонване, на които са подложени българите в Източна Тракия и Източните Родопи. Авторът анкетира стотици бежанци от тези места, след което подробно излага насилията и жестокостите, на които са били подложени те от страна на османската армия и башибозук.
Разорението на тракийските българи през 1913 е геноцид и етническо прочистване на българското население в южната част на областта Тракия по време и скоро след Междусъюзническата война. Извършвано от Османската армия и турски башибозук, засегнатите области включват Източна Тракия и Източните Родопи (днес в Одрин, Лозенград и Текирдаг провинциите в Турция, Западна Тракия в Гърция, както и югоизточната част на Българска Тракия). Тези събития са описани от български академик Любомир Милетич през 1918 година, а също и от Фондация Карнеги за международен мир в доклада си от 1914 за Балканските войни.Етническото прочистване е било насочено против 300 000 българи. Убитите тракийски българи по различни оценки варират между се оценяват да са 70 000 – 80 000 и до 150 000, което е повече от 20% от българското население в Тракия, останалите българи християни са прогонени.
Когато военните действия между Сърбия, Гърция, Черна гора и Румъния срещу България са в пълен ход, Османската империя се възползва от ситуацията, за да възстанови някои от бившите си владения в Тракия, включително Одрин. В началото на юли 1913 г. османските сили пресичат българската граница от линията Мидия-Енос, уредена от Лондонския мирен договор през май 1913. Понеже българските войски са прехвърлени на фронта със Сърбия и Гърция, османската армия нахлува в посока север и запад без тежки битки. По този начин реокупираните територии са дадени обратно на Османската империя с Договора от Константинопол, подписан на 16 септември. Въпреки това масовото изтребление и етническото прочистване в областта продължава от турците, дори и след тази дата. Скоро след края на военните действия Милетич интервюира стотици бежанци от тези области, сам пътувал в местата, където тези трагични събития се случват и систематично и детайлно описва жестокостите. Цялата общност на тракийските българи е унищожена.

## Снимки
В книгата Любомир Милетич е документирал и общо 65 снимки на градовете, бежанците, войводите в съответните райони.
- № 2. Пострадали от с. Булгаркьой
- № 4. Марин Вълков от с. Чаталъ (Мала Азия), бежанец
- № 5. Малоазийски българи от с. Чаталъ (Мала Азия) (Лапсенска кааза)
- № 31. Войвода Димитър Маджаров пред останките на двама другари, загинали в сражението при Фере
- № 42. Разрушения град Фере
- № 58. Останки на захвърлени пеленачета в Армаганската долина